# Mercurol
Mercurol è un comune francese soppresso e frazione del dipartimento della Drôme della regione dell'Alvernia-Rodano-Alpi. Dal 1º gennaio 2016 si è fuso con il comune di Veaunes per formare il nuovo comune di Mercurol-Veaunes.

## Società

### Evoluzione demografica
Abitanti censiti